# اوتو گلوریا
اوتو گلوریا (پرتغالی: Otto Martins Glória; ‏۹ ژانویهٔ ۱۹۱۷ – ۴ سپتامبر ۱۹۸۶) یک مربی فوتبال اهل برزیل بود.

## باشگاهی
از باشگاه‌هایی که در آن مربیگری کرده‌است می‌توان به بوتافوگو، واسکو دوگاما، بنفیکا، بلننسس، اسپورتینگ لیسبون، المپیک مارسی، پورتو، اتلتیکو مادرید، بنفیکا، گرمیو، سانتوس اشاره کرد. وی همچنین در مقطعی مربیگری تیم‌های ملی فوتبال پرتغال و نیجریه را نیز برعهده داشته‌است